# Guitarridae
Guitarridae is een familie van sponsdieren uit de klasse van de Demospongiae (gewone sponzen).

## Geslachten
- Coelodischela Vacelet, Vasseur & Lévi, 1976
- Guitarra Carter, 1874
- Tetrapocillon Brøndsted, 1924